# Eckhard Schumacher
Eckhard Schumacher (* 1966) ist ein deutscher Germanist im Fachgebiet Neuere deutsche Literatur.

## Leben
Eckhard Schumacher studierte germanistische Literaturwissenschaft an der Universität Bielefeld und der Johns Hopkins University in Baltimore. 1996 wurde er in Bielefeld promoviert. Nach wissenschaftlichen Mitarbeiterstellen in Köln und München folgte 2007 die Habilitation an der Ludwig-Maximilians-Universität München. 2009 nahm er den Ruf auf den Lehrstuhl für Neuere deutsche Literatur und Literaturtheorie an der Ernst-Moritz-Arndt-Universität Greifswald an. Seither leitet er zugleich das Wolfgang-Koeppen-Archiv am Institut für Deutsche Philologie. Einen Ruf an die Eberhard Karls Universität Tübingen hat er 2011 abgelehnt. Von 2011 bis 2013 war er Geschäftsführender Direktor des Instituts für Deutsche Philologie, welcher er seit 2016 wieder ist, zudem von April 2013 bis 2015 Prorektor der Ernst-Moritz-Arndt-Universität Greifswald.
2022 wurde Schumacher in die Akademie der Wissenschaften in Hamburg gewählt.

## Forschungsschwerpunkte
Schumacher forscht und lehrt vor allem zur Literatur der Romantik, zu Tourismus in der Literatur und zur Popkultur in der Gegenwartsliteratur. Theoretische Arbeiten betreffen die Fragen des Anfangs und des Anfangens in der Literatur.

## Veröffentlichungen

### Monografien
- Die Ironie der Unverständlichkeit. Johann Georg Hamann, Friedrich Schlegel, Jacques Derrida, Paul de Man. Suhrkamp, Frankfurt am Main 2000, ISBN 978-3-518-12172-6.
- Gerade Eben Jetzt. Schreibweisen der Gegenwart. Suhrkamp, Frankfurt am Main 2003, 2. Aufl. 2011, ISBN 978-3-518-12282-2.

### Herausgeberschaften
- zusammen mit Stefan Andrioupulos und Gabriele Schabacher: Die Adresse des Mediums. DuMont, Köln 2001, ISBN 978-3-770-15612-2.
- zusammen mit Gisela Fehrmann, Erika Linz, Brigitte Weingart: Originalkopie. Praktiken des Sekundären. DuMont, Köln 2004, ISBN 978-3-832-17876-5.
- zusammen mit Albert Kümmel, Leander Scholz: Einführung in die Geschichte der Medien. UTB/Fink, Paderborn 2004, ISBN 978-3-825-22488-2.
- zusammen mit Kerstin Gleba: Pop seit 1964. Mit Texten u. a. von Rolf Dieter Brinkmann, Clara Drechsler, Peter Handke, Elfriede Jelinek, Hubert Fichte, Diedrich Diederichsen, Rainald Goetz, Thomas Meinecke, Kathrin Röggla, Benjamin von Stuckrad-Barre, Moritz von Uslar. Kiepenheuer & Witsch, Köln 2007, ISBN 978-3-462-03695-4.
- zusammen mit Inka Mülder-Bach: Am Anfang war ... Ursprungsfiguren und Anfangskonstruktionen der Moderne. Wilhelm Fink, München 2008, ISBN 978-3-770-54727-2.
- zusammen mit Katharina Krüger: Wolfgang Koeppen. Neufassung. Text + Kritik Bd. 34,  Verlag edition text + kritik, München 2014, ISBN 978-3-869-16378-9.
- zusammen mit Katharina Krüger, Elisabetta Mengaldo: Textgenese und digitales Edieren. Wolfgang Koeppens "Jugend" im Kontext der Editionsphilologie, De Gruyter, Berlin 2016, ISBN 978-3110467123.
- zusammen mit Davide Giuriato: Drastik. Ästhetik – Genealogien – Gegenwartskultur. Wilhelm Fink, Paderborn 2016, ISBN 978-3770561223.
- zusammen mit Moritz Baßler: Handbuch Literatur & Pop. de Gruyter, Berlin 2019, ISBN 978-3110340501.
- zusammen mit Elias Kreuzmair: Literatur nach der Digitalisierung. Zeitkonzepte und Gegenwartsdiagnosen. de Gruyter, Berlin 2021, ISBN 978-3110758436 (doi:10.1515/9783110758603).
- zusammen mit Elias Kreuzmair, Magdalena Pflock: Feeds, Tweets & Timelines. Schreibweisen der Gegenwart in Sozialen Medien. Transcript, Bielefeld 2022, ISBN 978-3837663853 (transcript-verlag.de PDF 11,6 MB).